# Tuvklotspindel
Tuvklotspindel (Rugathodes instabilis) är en spindelart som först beskrevs av O. Pickard-Cambridge 1871.  Tuvklotspindel ingår i släktet Rugathodes och familjen klotspindlar. Enligt den svenska rödlistan är arten nära hotad i Sverige. Arten förekommer i Svealand. Artens livsmiljö är våtmarker. Inga underarter finns listade i Catalogue of Life.